# Chaîne de Watkins
Pour les articles homonymes, voir Watkins.
La chaîne de Watkins est une chaîne de montagnes du Groenland culminant à 3 660 mètres d'altitude au Gunnbjørn, le plus haut sommet de l'île. Elle est survolée en 1930 par Gino Watkins et nommée en son honneur.

## Toponymie
La chaîne est nommée en l'honneur du pilote d'avion et explorateur britannique Gino Watkins. Celui-ci l'avait préalablement appelée New Mountains (littéralement « nouvelles montagnes »). Le nom de terre de Watkins est d'abord porté sur une carte par Lauge Koch en 1933.

## Géographie

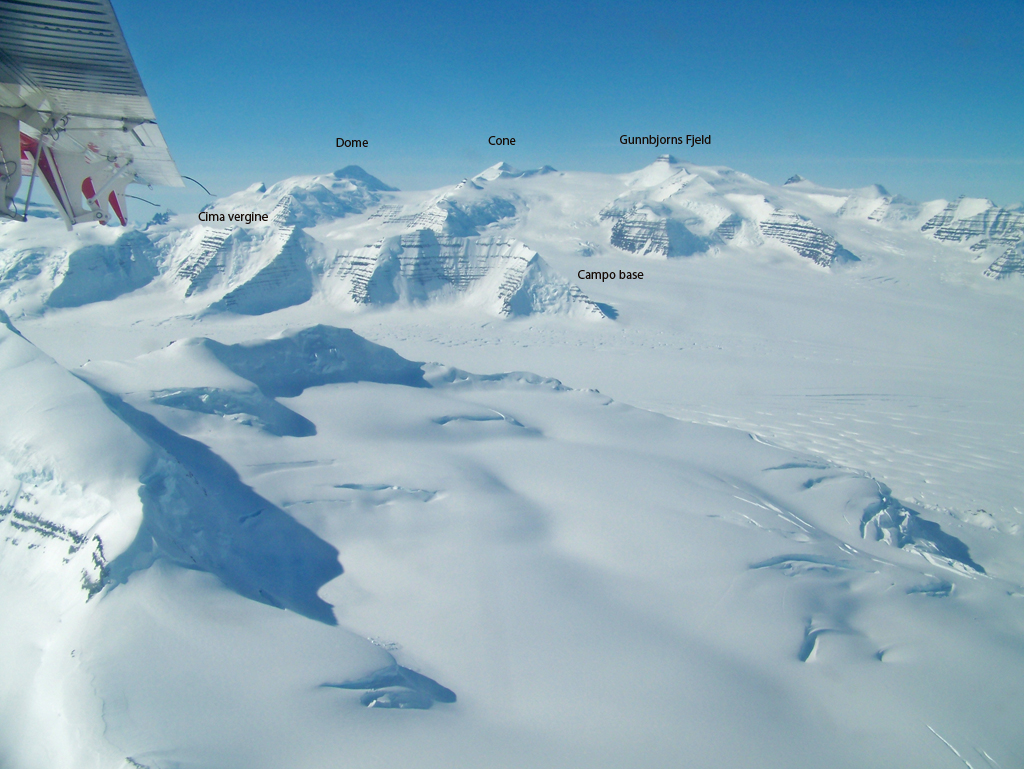
Vue aérienne des principaux sommets de la chaîne de Watkins.

La chaîne de Watkins se situe le long de la côte de Blosseville (en) sur la côte orientale du Groenland, dans la terre du roi Christian IX. Elle se trouve pour l'essentiel sous le 69e parallèle nord. Elle s'étend entre le glacier Christian IV (en) à l'ouest et le glacier Kronborg (en) à l'est ; elle est parcourue en son centre par le glacier Rosenborg, qui s'épanche vers le sud-est jusqu'à la mer. À l'ouest se trouvent les monts Lindbergh (en) et à l'est les monts Ejnar Mikkelsen (en). La chaîne de Watkins culmine à 3 660 mètres d'altitude au Gunnbjørn, ce qui en fait la plus élevée de l'île. Elle compte neuf sommets de plus de 3 500 mètres et vingt de plus dépassant 3 000 mètres, dont une petite moitié est anonyme.

## Histoire
Le Gunnbjørn est parfois identifié comme le Hvitserk dont il est question dans les sagas des Islandais, mais sa position septentrionale laisse planer le doute. Georg Carl Amdrup, sur le retour de son expédition de 1900 le long de la côte de Blosseville en direction d'Ammassalik au sud, déclare avoir aperçu de très hautes montagnes vers le nord depuis l'île de Nordre Aputitêq, avec un pic pyramidal qui pourrait être le Gunnbjørn.
La chaîne est observée en septembre 1930 par Gino Watkins, chef de l'expédition aérienne britannique en Arctique, au cours d'un survol le long de la côte. Il évalue son altitude maximale à 12 000 pieds (3 658 mètres). Il meurt noyé deux ans plus tard sur la côte orientale du Groenland. La chaîne est de nouveau survolée en 1933 par Knud Rasmussen et Lauge Koch. Durant l'été 1934, elle fait l'objet d'une course pour gravir le point culminant de l'île, mais ce n'est que l'année suivante que la première ascension du Gunnbjørn est réussie,.

## Activités
La meilleure période pour se rendre dans la chaîne est en juillet-août. Plusieurs voies glaciaires sont présentes pour les alpinistes expérimentés.